# Campagna romana (film 1908)
Campagna romana è un cortometraggio muto del 1908 diretto da Mario Caserini.

## Distribuzione
- USA: 12 settembre 1908, come "A Country Drama"
- Francia: dicembre 1908, come "Campagne romaine"
- Regno Unito: gennaio 1909